# Bakó László (színművész)

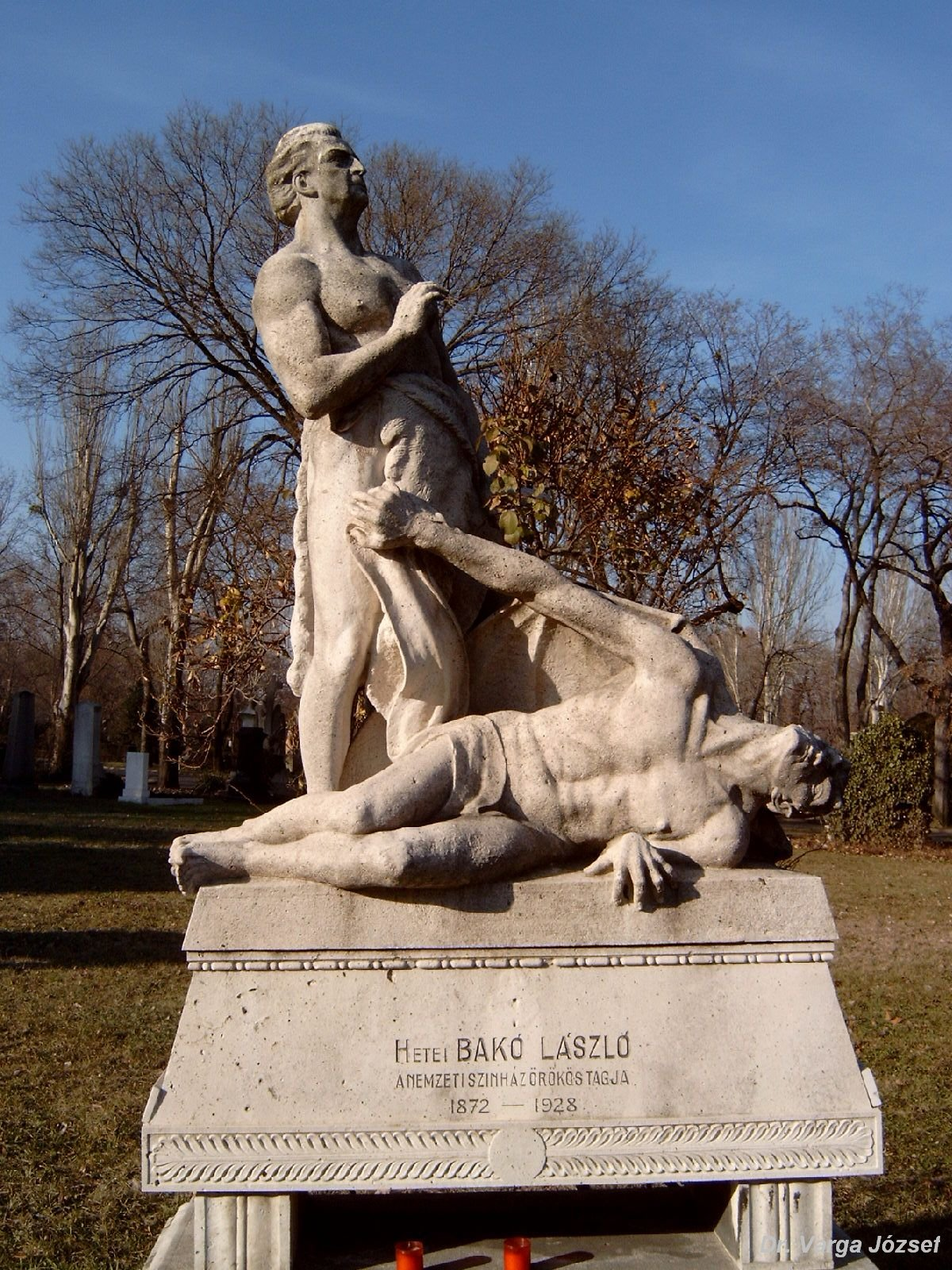
Bakó László sírja a Kerepesi temetőben (35-9-14). Homonnay Jenő alkotása, 1931.

Hetei Bakó László (Sárközújlak, 1872. november 21. – Budapest, 1928. augusztus 5.) magyar színész, a Nemzeti Színház örökös tagja.

## Családja
Édesapja hetei Bakó Ignác táblabíró, édesanyja csernátoni Vajda Lujza. Kétszer nősült. Első felesége gálochi Tömösváry Irma volt, gálochi Tömösváry Lajos színigazgató lánya; egykori növendéktársa és állandó partnere vidéki vendégszereplésein. Tőle született fia, Bakó Barnabás (1907-1988). A törékeny, szívbeteg asszony korai halála után ismerkedett meg a 20 éves Lenz Hedviggel, a színiakadémia növendékével: egymásba szerettek és 1917-ben összeházasodtak. Lányuk, Bakó Márta színésznő 1920-ban született.

## Élete
Szatmár vármegyében, Sárközújlakon született 1872. november 21-én, régi magyar nemesi család sarjaként. Gimnáziumi tanulmányait Hódmezővásárhelyen végezte. Családja kívánságára a pesti jogtudományi egyetemre iratkozott be, de rövidesen félbehagyta tanulmányait, és a Színművészeti Akadémia növendéke lett, ahol 1895-ben szerzett oklevelet. Még ugyanez évben a Nemzeti Színházhoz került, és haláláig ott lépett fel. 1898-ban Farkas–Ratkó-díjjal tüntették ki. Benne látták a Nemzeti Színház nagy tragikus színészeinek méltó utódát, ám modorosságával inkább epigonként hatott. Ennek ellenére nagy szerepeket játszott: Coriolanust, Antoniust és Brutust, Lear királyt, Othellót, Shylockot (Shakespeare tragédiáiban), Petur bánt (Katona: Bánk bán), s Ádámot (Madách: Az ember tragédiája).  Játszott a Bánk bán (1914–15) című némafilmben is. Képzett énekes volt, nyári szabadságai alatt August Iffertnél folytatott énektanulmányokat Németországban. Néhány baritonszerepben is fellépett: 1912-ben a Rigoletto címszerepében vendégszerepelt a Népoperában, ugyanitt 1917-ben a Gólem-daljáték címszerepét énekelte.
1920-ban a Nemzeti Színház örökös tagja lett, 1924-ben örökös tagsága elismeréseként aranygyűrűt kapott. 1928. március 11-én a Petőfi Társaság kültagjává választották.
1928 tavaszán megbetegedett; orvosai tanácsára Parádfürdőre utazott, állapota azonban folyamatosan romlott. Budapesten, a Szentkirályi utcai belgyógyászati klinikán hunyt el 1928. augusztus 5-én 55 évesen, vérmérgezés következtében. Első feleségével és gyermekeivel közös sírban nyugszik a Kerepesi temetőben.
Emlékére 1929. január 26-án a Nemzeti Színház ünnepi előadás keretében mutatta be Herczeg Ferenc A fekete lovas című színművét, melyben részt vett többek között Fáy Szeréna, Mátray Erzsi, Gál Gyula, Lehotay Árpád, Mihályfi Károly, Ághy Erzsébet, Abonyi Géza, Bartos Gyula és Sugár Károly.

## Fontosabb szerepei
- Petur (Katona József: Bánk bán)
- Brutus (Shakespeare: Julius Caesar)
- Ádám (Madách Imre: Az ember tragédiája)
- Macbeth (Shakespeare)
- Coriolanus (Shakespeare)
- Lear király (Shakespeare)
- Shylock (Shakespeare: A velencei kalmár)
- Othello (Shakespeare)
- Werbőczy nádor (Voinovich Géza: Mohács)
- Török Mihály (Csepreghy Ferenc: Piros bugyelláris)